# Mercedes-Benz W129
La Mercedes-Benz 580K (W129) est un modèle d'automobile du constructeur allemand Mercedes-Benz construite entre 1939 et 1940.